# Genasauria
Los genasaurios (Genasauria) son un clado de dinosaurios ornitisquios que vivieron desde el Jurásico Inferior hasta el Cretácico Superior, hace aproximadamente 197 y 65 millones de años, desde el Hettangiense hasta el Maastrichtiense, distribuyéndose por todo el mundo. Genanusauria es el clado más basal de ornitisquios capaz de ser definido precisamente. Incluye al ancestro común de los tireóforos y de los cerapodos y todos sus descendientes, de esa manera incluye a la mayor parte de los grupos de ornitisquios.

## Descripción
La característica más destacada es que los dientes se movieron de la línea externa de la boca a una posición más central, lo que hacía que al cerrar la boca entraran en contacto, de modo que permitía la masticación. Al masticar aprovecharon mejor lo ingerido, ya que este proceso aumenta la superficie de contacto con las enzimas digestivas. Este mejor aprovechamiento llevó a la capacidad de ser más selectivo con el alimento, de moverse más rápidamente o de llevar la armadura, de pasar más tiempo en la selección del compañero o en criar jóvenes. Esto representó una gran ventaja sobre los sauropodomorfos, que para aprovechar mejor la comida debieron ingerir gastrolitos y tener un largo aparato digestivo, ya que necesitaban más tiempo de digestión y más comida. De esta manera los saurópodos alcanzaron tamaños gigantescos y los prosaurópodos desaparecieron aproximadamente en la misma época en que aparecieron los genasaurios.
Esta ventaja en los genasaurios llevó al aumento del aparato masticatorio y a la aparición de mejillas que impedían que el alimento y el agua se cayeran de la boca. Así, el exceso de energía permitió la evolución de una gran cantidad de formas y variaciones, que trajo la aparición de animales con placas, armaduras, cuernos, etc.

## Sistemática
Genasauria se define como el clado menos inclusivo que contiene al Ankylosaurus magniventris  (Brown, 1908), al Triceratops horridus (Marsh, 1889) y al Parasaurolophus walkieri (Parks, 1922).

### Taxonomía
La siguiente clasificación sigue los estudios de Sereno, y además los de los Thyreophora de Butler et al., y de Thompson et al., de 2011.
- Clado Genasauria
  - Suborden Thyreophora
    - Emausaurus
    - Scutellosaurus
    - ?Tatisaurus
    - Clado Thyreophoroidea
      - Familia Scelidosauridae
        - ?Bienosaurus
        - ?Lusitanosaurus
        - Scelidosaurus

    - Clado Eurypoda
      - Brachypodosaurus?
      - Infraorden Stegosauria
      - Infraorden Ankylosauria

  - Suborden Neornithischia
    - Stormbergia
    - Agilisaurus
    - Hexinlusaurus
    - Infraorden Ornithopoda
      - Clado Iguanodontia

    - Clado Heterodontosauriformes
      - Familia Heterodontosauridae
      - Clado Marginocephalia
        - Infraorden Pachycephalosauria
        - Infraorden Ceratopsia

## Literatura
- Sereno, P.C. (1986). "Phylogeny of the bird-hipped dinosaurs (order Ornithischia)". National Geographic Research 2(2): 234-256.